# Superman/Batman
Superman/Batman est un comic book publié de 2003 à 2011 (87 numéros mensuels plus 5 annuels) par DC Comics. Comme son nom l'indique, il réunit Batman et Superman, les deux super-héros les plus populaires de cette maison d'édition, comme le faisait World's Finest Comics de 1941 à 1986.
Jeph Loeb, scénariste des 25 premiers numéros, a introduit un système de narration alternée permettant de mieux explorer la camaraderie, l'amitié, mais aussi les rivalités et tensions entre les deux héros. Les quatorze premiers épisodes ont été traduits en français sous le titre Superman/Batman : Au service du monde.
Dans le cadre de The New 52, une série intitulée Batman/Superman est sortie de 2013 à 2016. Une deuxième série Batman/Superman est sortie en août 2019, avec le numéro 16 dans le cadre de DC's Infinite Frontier. 
Une nouvelle série en cours de Mark Waid intitulée Batman / Superman: World's Finest est sortie en mars 2022.

## Ventes
Le premier numéro de Superman/Batman a été la troisième meilleure vente du mois d'août 2003 avec 135 880 exemplaires vendus. Superman/Batman no 11 a été la meilleure vente de juillet 2004 avec 143 720 exemplaires vendus.

## Publications

### Éditions américaines
- 1. Public Enemies (contient Superman/Batman no 1-6), 2005
- 2. Supergirl (contient Superman/Batman no 8-13)
- 3. Absolute Power (contient Superman/Batman no 14-18)
- 4. Vengeance (contient Superman/Batman no 20-25)
- 5. The Enemies Among Us (contient Superman/Batman no 28-33)
- 6. Torment (contient Superman/Batman no 37-42)
- 7. The Search for Kryptonite (contient Superman/Batman no 44-49)
- 8. Finest Worlds (contient Superman/Batman no 50-56)
- 9. Night and Day (contient Superman/Batman no 60-67)
- 10. Big Noise (contient Superman/Batman no 68-71)
- 11. Worship (contient Superman/Batman no 72-75 + Annual no 4)
- 12. Sorcerer Kings (contient Superman/Batman no 78-84), 2012

### Éditions françaises
Une première édition regroupant le premier arc sort en 2007 par SEMIC.
- Superman / Batman T.1 (contient Superman/Batman no 1-6), Collection Semic Books, SEMIC, décembre 2007  (ISBN 978-2-3510-0383-1)

En 2016, Urban Comics sort les deux premiers volumes de l'édition "Absolute" de DC Comics. Chaque tome regroupe deux volumes de la première édition américaine.
- Tome 1 : contient Ennemis publics (The World's Finest : Superman/Batman no 1-6) et Le Trésor (Supergirl From Krypton : Superman/Batman no 8-13), Collection DC Classiques, Urban Comics, janvier 2016  (ISBN 978-2-3657-7822-0)
- Tome 2 : contient Absolute Power : Superman/Batman no 14-18 + Vengeance : Superman/Batman no 20-25 + no 26, Collection DC Classiques, Urban Comics, mars 2016  (ISBN 978-2-3657-7832-9)

## Adaptations
Les deux premiers arcs, scénarisés par Jeph Loeb, ont été adaptés en film d'animation :
- 2009 : Superman / Batman : Ennemis publics (Superman/Batman - Public Enemies)
- 2010 : Superman / Batman : Apocalypse (Superman/Batman: Apocalypse)